# Saxer Spitze
Saxer Spitze är en bergstopp i Österrike.   Den ligger i distriktet Reutte och förbundslandet Tyrolen, i den västra delen av landet, 500 km väster om huvudstaden Wien. Toppen på Saxer Spitze är 2 106 meter över havet.
Terrängen runt Saxer Spitze är bergig. Närmaste större samhälle är Landeck, 13,1 km sydost om Saxer Spitze. 
Trakten runt Saxer Spitze består i huvudsak av gräsmarker. Runt Saxer Spitze är det ganska glesbefolkat, med 27 invånare per kvadratkilometer.